# شركة الواحة للنفط
شركة الواحة للنفط ثاني أكبر منتج للنفط والغاز بليبيا. المقر الرئيسي بطرابلس، وعدد القوة العاملة 3200 موظف، 90% من الليبيين ومعظم البقية بريطانيون. رئيس لجنة الإدارة: عبد السلام ميلاد العماري.
تشغّل الشركة حقول تمتلكها، كما أنّها تتولى نقل النفط لعدد من الشركات الأخرى - بواسطة أنابيب إنتاجها الممتدة من حوض سرت إلى ميناء السدرة - من بينها ونترشال وتوتال وشركة الزويتينة للنفط.
الشركة مِلكاً للمؤسسة الوطنية للنفط بالمشاركة مع ثلاث شركات أمريكية (كونوكو فيلبس وشركة ماراثون واميراداهيس. وقد عادت هذه الشركات للعمل كشركاء اعتباراً من يناير 2006، بعد أن غادرت في سنة 1986.

## الاستكشاف والإنتاج والتسهيلات
بدأ النشاط الاستكشافي للشركة بداية عام 1956 حيث تمكنت من حفر أول بئر منتجة للنفط بكميات تجارية. خلال السنوات القليلة الماضية من حققت اكتشافاً نفطياً هاماً في منطقة شمال حقل جالو في الجزء الجنوبي من حوض سرت تكوين رملة النوبة.
حفـرت الشركة 1100 بئـر منها 80% آبار منتجة للنفط والغاز، ولها خمسة حقول نفطية وهي حقل الواحة - أكبر تلك الحقول - حقل السماح وحقل جالو وحقل الظهرة وحقل الفارغ الذي طوّر حديثاً، إضافة إلى عدد آخر من الحقول الفرعية. وينقل من خلال خطوط الأنابيب ليصدّر إلى الخارج من خلال ميناء السدرة النفطي الذي تمتلكه الشركة أيضاً.
تمتلك الشركة أيضاً شبكة كهرباء تمدّ مرافقها المنتشرة على رقعة شاسعة من الصحراء، والتسهيلات الآتية:
- 27 محطة لمعالجة النفط الخام.
- 10 محطات لمعالجة الغاز الطبيعي.
- 4 محطات لتوليد الطاقة الكهربائية.
- 2000 كم أطوال شبكة خطوط نقل الطاقة الكهربائية.
- 1404 كم اطوال خطوط نقل النفط الخام.
- 373 كم اطوال خطوط نقل الغاز.
- 19 خزان بسعة تخزينية 6.2 مليون برميل نفط خام.
- 5 خطوط رئيسية لشحن النفط الخام.
- 2 مختبران جيولوجي وكيميائي.

## مصدر
الموقع الرسمي